# Isabel Filinich
María Isabel Filinich Oregui (Saavedra, Argentina, 1950) es una académica universitaria, semiotista y teórica literaria de nacioalidad argentina, radicada en Puebla, México. Sus aportaciones corresponden al análisis del discurso literario desde la semiótica de corte estructuralista.

## Biografía
Se licenció en Letras en Bahía Blanca, Argentina en 1971, su inquietud por entender el sentido la llevó a estudiar Sociología, esta vez en Buenos Aires. No obstante, los hechos político-militares conocido que azotaron al país tras el golpe de Estado de 1976 en ese momento provocaron el cierre de la Facultad de Sociología, mismos hechos que la orillarían a abandonar su nación.
En 1976 inició la maestría en Semiótica y Teoría Literaria, esta vez en la Universidad de Bucarest, Rumania. Su intención era regresar a Argentina, sin embargo en 1979 la situación política no lo permitió, por lo que amistades mexicanas la convidaron a viajar a este país e integrarse a alguna institución educativa.  
Cómo cientos de intelectuales tras el golpe de Estado de 1976 y la instalación de una dictadura militar, en su mayoría los exiliados eran profesionales, militantes políticos, actores, docentes y comerciantes. Ya en México, en 1979 se incorporó como docente en la Universidad de Guerrero, donde laboró hasta 1983. Después estudiaría el Doctorado en Letras de la UNAM y más o menos a la par, en el año de 1987, se incorporaría al cuerpo académico de la Maestría en Ciencias del Lenguaje de la BUAP, donde fungió también como Directora de la revista Morphé, especializada en ciencias del lenguaje.
Ha publicado diversos libros, así como artículos sobre teoría literaria y análisis de textos en revistas indexadas nacionales e internacionales.
Actualmente es investigadora del Programa de Semiótica y Estudios de la Significación, también perteneciente a la BUAP e imparte clases en el Posgrado de la Facultad de Filosofía y Letras de esa misma casa de estudios. Asimismo es miembro del Sistema Nacional de Investigadores Nivel II y dirige la revista Tópicos del seminario, la cual se especializa en la problemática del sentido y la significación.Desde 2003 regreso a Argentina colobarando en la Facultad de periodismo de la Universidad Nacional de la Plata.